# Abdellah Baha
Abdellah Baha (en árabe: عبد الله باها‎‎; Ifrane Moyen Atlas, 1954-Bouznika, 7 de diciembre de 2014) fue un político marroquí del Partido de la Justicia y el Desarrollo (PJD) y miembro de la oficina ejecutiva del Movimiento Unidad y Reforma (MUR). Desde el 3 de enero de 2012 hasta su muerte, fue ministro de Estado en los gobiernos de Abdelilah Benkirane.
Nacido en la región de Souss, en la localidad de Ifrane Atlas Saghir al sur de Marruecos, Abdellah Baha era ingeniero agrícola graduado en el Instituto Hassan II de Agronomía en 1979. Era propietario del diario Attajdid y de las publicaciones Al Islah y Arraya. Fue miembro del parlamento marroquí, elegido por el distrito electoral de Rabat, desde las elecciones de 2002 (reelegido en 2007 y 2011). En 2002-2003, fue presidente de la Comisión de Justicia, Legislación y Derechos Humanos de la cámara y de 2003 a 2006, jefe del grupo parlamentario de su partido. En 2007 fue elegido vicepresidente de la Cámara de Representantes. Falleció en 2014, al ser atropellado por un tren en Bouznika, donde se encontraba para conocer las circunstancias del fallecimiento, un mes antes y en el mismo lugar, del socialista Ahmed Zaidi, diputado de la Unión Socialista de Fuerzas Populares (USFP), ahogado durante una riada.